# Championnats du monde de cyclisme sur piste 1905
Navigation
Londres 1904 Genève 1906
Les Championnats du monde de cyclisme sur piste 1905 ont eu lieu du 16 au 23 juillet au vélodrome de Zurenborg à Anvers, en Belgique. Près de 100 coureurs provenant de douze pays étaient engagés.

## Résultats

### Podiums professionnels
| Compétition | Or                         | Argent                      | Bronze                      |
| ----------- | -------------------------- | --------------------------- | --------------------------- |
| Vitesse     | Gabriel Poulain France     | Thorvald Ellegaard Danemark | Henri Mayer Empire allemand |
| Demi-fond   | Robert Walthour États-Unis | Paul Guignard France        | Piet Dickentman Pays-Bas    |

### Podiums amateurs
| Compétition | Or                            | Argent                     | Bronze                     |
| ----------- | ----------------------------- | -------------------------- | -------------------------- |
| Vitesse     | Jimmy Benyon Grande-Bretagne  | H. D. Buck Grande-Bretagne | Eugène Debognies France    |
| Demi-fond   | Leon Meredith Grande-Bretagne | Willy Mest Empire allemand | Auguste Carremans Belgique |

## Tableau des médailles
| Rang  | Nation          | Or | Argent | Bronze | Total |
| ----- | --------------- | -- | ------ | ------ | ----- |
| 1     | Grande-Bretagne | 2  | 1      | 0      | 3     |
| 2     | France          | 1  | 1      | 1      | 3     |
| 3     | États-Unis      | 1  | 0      | 0      | 1     |
| 4     | Allemagne       | 0  | 1      | 1      | 2     |
| 5     | Danemark        | 0  | 1      | 0      | 1     |
| 6     | Belgique        | 0  | 0      | 1      | 1     |
| -     | Pays-Bas        | 0  | 0      | 1      | 1     |
| Total | Total           | 4  | 4      | 4      | 12    |

## Liste des engagés
D'après L'Auto, :
- Championnat de vitesse amateurs

 Empire allemand : Wenden.
 Grande-Bretagne : Jimmy Benyon, Buck.
 Canada : Morton.
 Danemark : HoIm.
 France : Eugène Debongnies, Avrillon, Taupin, Émile Delage, Cayron.
 Grèce : Nicolavu.
 Pays-Bas : Smout, Sprint, Bieshaar, Gerrits, Van Mashvijk, SchuIle, Cruz.
 Italie : Della Ferrera.
 Belgique : Mol, Jan Olieslaegers, Fernandez, Patou, Wilmots, Coeckelbergh, Vanderaheyden, Poot, Smeets, Degeyter, Billen. Waegemans, Wrini, Sauwelon, Hombeek, Daniels, Fowber, Bogemans, Girardy, Vervoort, Werrbrouk, Varndenbergh.
- Championnat amateurs demi-fond

 Empire allemand : Willy Mest
 Grande-Bretagne : Leon Meredith
 France : Georges Passerieu
 Pays-Bas : Vanderstuyft
 Belgique : August Carremans, Vanhout, Dewaide, Toussaint.
- Championnat professionnel de vitesse

 Empire allemand : Otto Meyer, Willy Arend, Huber, Bader, Henri Mayer, Walter Rütt, Sigmar Rettich.
 Autriche : Heller.
 États-Unis : Krebs, Schwab, Hedspalh, Germain.
 Grande-Bretagne : Jenkins,
 Australie : Farley.
 Grande-Bretagne : Thorwald Ellegaard.
 France : Gabriel Poulain, Émile Friol, Victor Dupré.
 Pays-Bas : Guus Schilling, Vangent, Hoorn.
 Italie : Gardellin.
 Argentine : Del Rosso
 Suisse : Emil Dörflinger, Vanoni.
 Belgique: Grogna, Lootens, Massart, Baecker.
- Championnat professionnels de demi-fond.

 États-Unis : Robert Walthour
 Empire allemand : Willy Schmitter
 Grande-Bretagne : Tommy Hall
 France : Paul Guignard
 Pays-Bas : Piet Dickentman
 Belgique : Yvan Goor, Louis Luyckens, Arthur Vanderstuyft, Andréa.
- Tandems

Ellegaard-Arend, Mayer-Rütt, Meyer-Schilling, Poulain-Rettich, Doerflinger-Vanoni, Hedspath-Germain, Gardellin-Del Rosso. Schwab-Krebs, Heller-Grogna, Massart-Michiels.